# 10667 ван Марксвельдт
10667 ван Марксвельдт (10667 van Marxveldt) — астероїд головного поясу, відкритий 28 жовтня 1975 року.
Тіссеранів параметр щодо Юпітера — 3,798.